# Elliots fazant
Elliots fazant (Syrmaticus ellioti) is een vogel uit de familie fazantachtigen (Phasianidae). De wetenschappelijke naam van de soort is voor het eerst geldig gepubliceerd in 1872 door Robert Swinhoe, de naam is een eerbetoon aan de Amerikaanse ornitholoog Daniel Giraud Elliot.

## Kenmerken
De fazanthaan is 80 cm en de -hen is 50 cm (inclusief staart) lang. De haan heeft een witte kop, nek, onderrug en onderzijde. Borst, schouders, bovenrug en vleugels zijn roodbruin. De staart vertoont 11 of 12 roodbruine banden op een witte achtergrond. Rondom het oog heeft de vogel naakte, roodkleurige huid. De hen heeft een licht gekleurde kop en nek maar mist de fraaie roodbruine kleur en is daar lichtbruin gebandeerd en ze heeft een kortere, donkere staart die wel bruin gebandeerd is, maar veel minder contrastrijk dan bij de haan.

## Voortplanting
In maart beginnen de hennen met het uitbroeden van twaalf tot zestien lichtbruine eieren, die na 25 dagen uitkomen.

## Voorkomen
De soort komt voor in het zuidoosten van China in de provincies Guizhou, Hubei, Anhui, Zhejiang, Fujian, Jiangxi, Hunan, Guangxi en Guangdong. Het leefgebied is natuurlijk subtropisch loof- of gemengd bos in heuvel- en bergland tussen de 200 en 1900 m boven zeeniveau.

## Beschermingsstatus
De grootte van de populatie werd in 2007 door BirdLife International geschat op minder dan tien duizend broedparen en de populatie-aantallen nemen af door habitatverlies. Het leefgebied wordt aangetast door ontbossing waarbij natuurlijk bos wordt verbrand en omgezet in gebied voor agrarisch gebruik zoals houtteelt en beweiding. Ondanks deze redenen staat deze soort als niet bedreigd op de Rode Lijst van de IUCN.